# Білка (Березівський район)
Бі́лка — село Іванівської селищної громади Березівського району Одеської області в Україні. Населення становить 919 осіб.

## Історія
Станом на 1886 у містечку, центрі Більчанської волості Одеського повіту Херсонської губернії, мешкало 202 особи, налічувалось 40 дворових господарств. За 10 верст — православна церква, синагога, аптека, поштова станція, 23 лавок, 4 винних погреби, трактир, базари по четвергах. За 15 верст — православна церква, паровий млин, лавка, базари через 2 тижні по неділях. За 20 верст — православна церква, лавка. За 22 верст — синагога, православна церква, залізнична станція, камера мирового судді, базари по неділях. За 24 версти — ліквідований молитовний будинок. За 35 верст — залізнична станція. За 30 верст — паровий млин, лавка, трактир. За 31 версту — залізнична станція. За 35 верст — православна церква, винний завод, лавка, базари по неділях.

## Населення

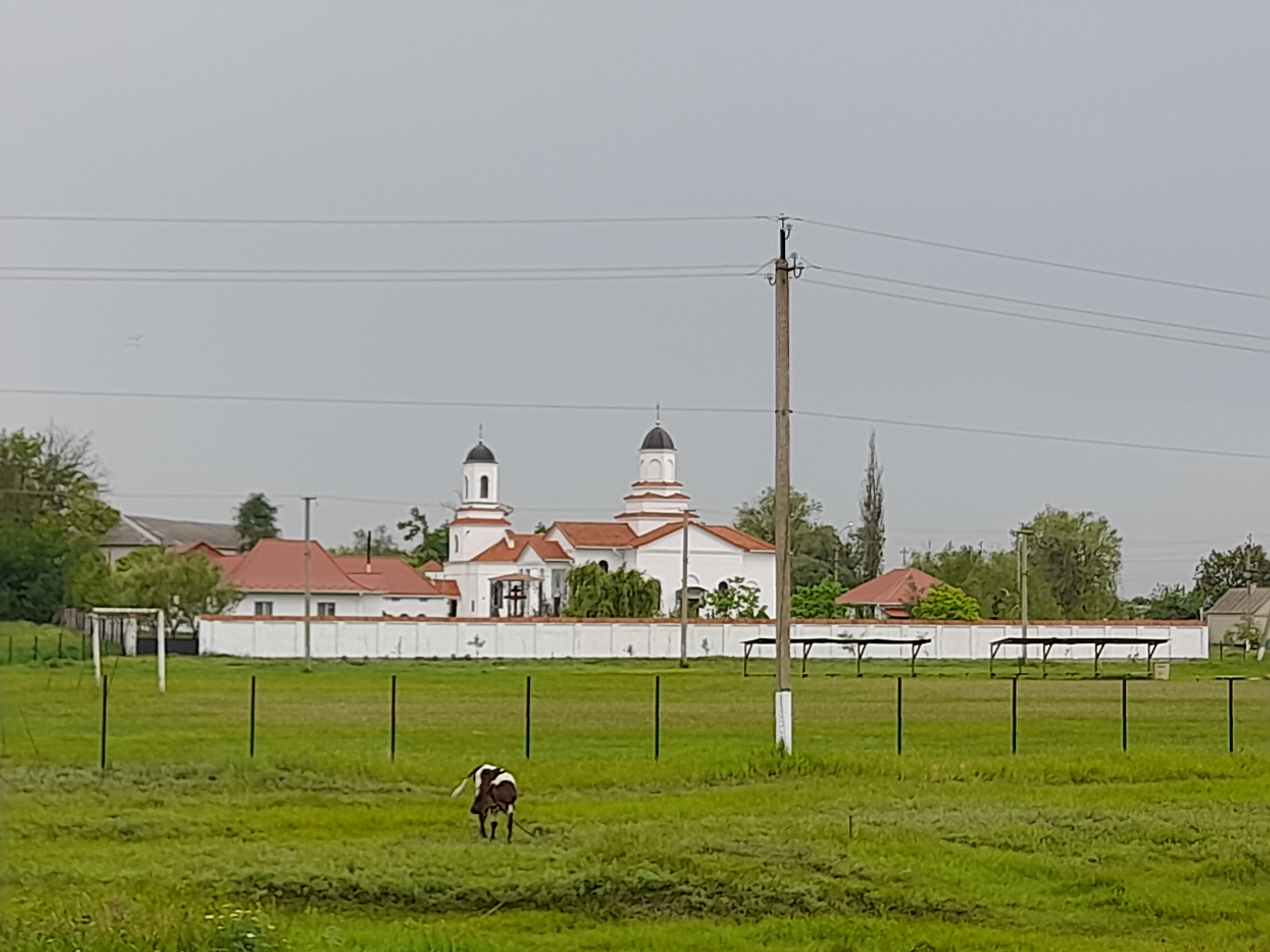
Жіночий монастир в честь ікони Божої Матері «Всіх Скорботних Радість»

Згідно з переписом 1989 року населення села становило 858 осіб, з яких 403 чоловіки та 455 жінок.
За переписом населення 2001 року в селі мешкало 919 осіб.

### Мова
Розподіл населення за рідною мовою за даними перепису 2001 року:
| Мова       | Відсоток |
| ---------- | -------- |
| українська | 89,01 %  |
| російська  | 5,33 %   |
| румунська  | 3,81 %   |
| гагаузька  | 0,98 %   |
| болгарська | 0,22 %   |
| білоруська | 0,11 %   |

## Постаті
- Буханенко Дмитро Панасович (* 1939) — український письменник
- Факас Микола Ілліч (1969—2015) — солдат Збройних сил України, учасник російсько-української війни[5]